# Hrabstwo Brazoria

Piramida wieku hrabstwa

Hrabstwo Brazoria – hrabstwo położone w USA w stanie Teksas. Utworzone w 1836 r. jako jedno z hrabstw Republiki Teksasu. Należy do obszaru metropolitalnego Houston. Siedzibą władz hrabstwa jest miasto Angleton, lecz największym miastem hrabstwa jest Pearland. Hrabstwo przecina rzeka Brazos, która we Freeport uchodzi do Zatoki Meksykańskiej.

## Gospodarka
- turystyka i przemysł petrochemiczny[2]
- edukacja, medycyna i handel detaliczny (Pearland)[3]
- akwakultura (2. miejsce w stanie)[4]
- hodowla koni (16. miejsce), trzody chlewnej, drobiu (29. miejsce), bydła i kóz[4]
- szkółkarstwo (24. miejsce)[4]
- uprawa ryżu, sorgo, soi, kukurydzy i fasoli[4]
- wydobycie ropy naftowej i gazu ziemnego[5]
- produkcja siana[4].

## Miasta
- Alvin
- Angleton
- Brazoria
- Brookside Village
- Clute
- Danbury
- Freeport
- Holiday Lakes
- Lake Jackson
- Liverpool
- Manvel
- Oyster Creek
- Quintana
- Pearland
- Richwood
- Sandy Point
- Surfside Beach
- Sweeny
- West Columbia

## Sąsiednie hrabstwa
- Hrabstwo Harris (północ)
- Hrabstwo Galveston (północny wschód)
- Hrabstwo Matagorda (południowy zachód)
- Hrabstwo Wharton (zachód)
- Hrabstwo Fort Bend (północny zachód)

## Wsie
- Bailey's Prairie
- Bonney
- Hillcrest
- Iowa Colony
- Jones Creek

## CDP
- Damon
- Rosharon
- Wild Peach Village

## Demografia
- biali nielatynoscy – 43,2%
- Latynosi – 32,3%
- czarni lub Afroamerykanie – 16,3%
- Azjaci – 7,3%
- rasy mieszanej – 2,2%
- rdzenni Amerykanie – 0,9%[6].

## Religia
Członkostwo w 2010 roku:

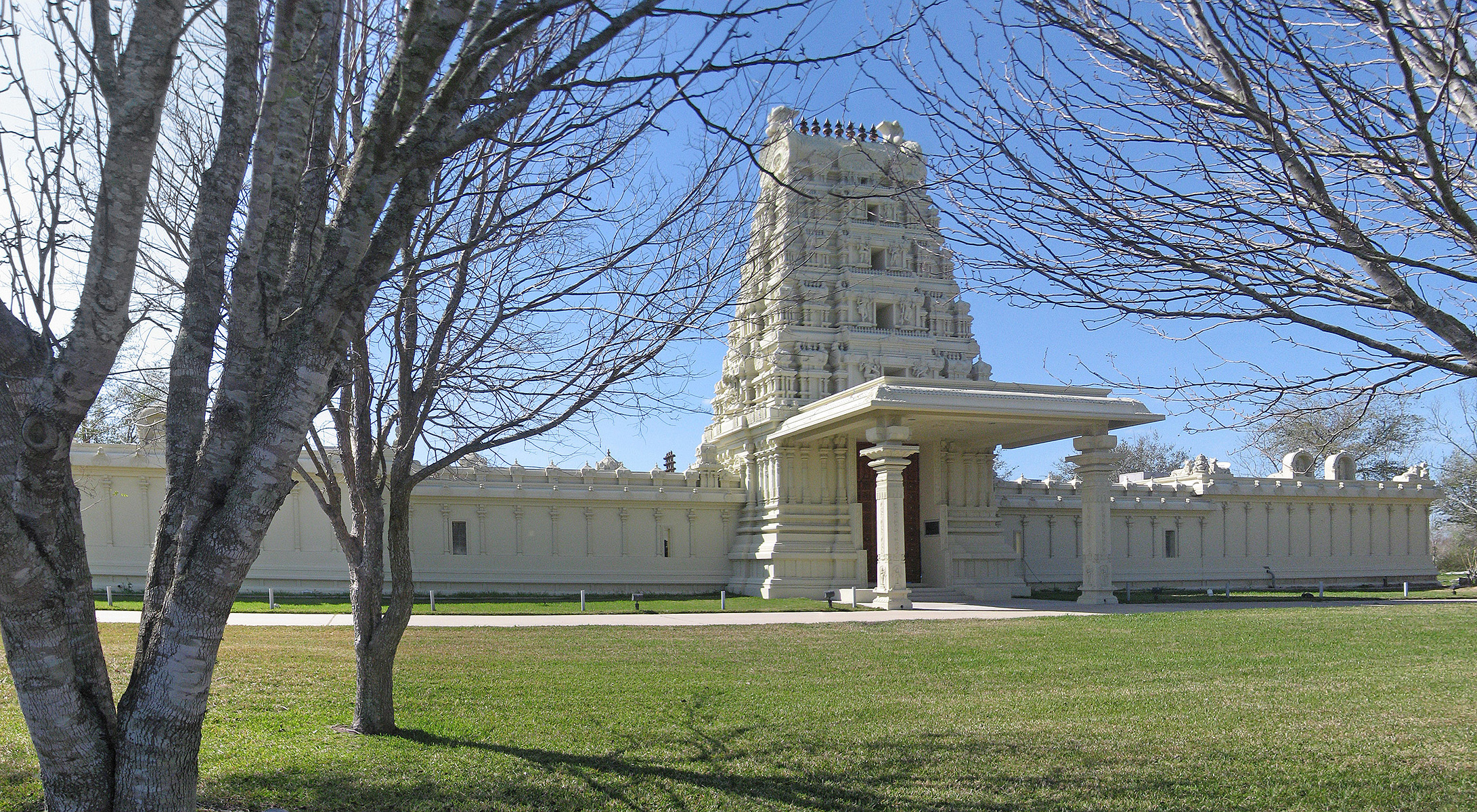
Świątynia hinduistyczna w Pearland

- protestanci (południowi baptyści – 18%, ewangelikalni bezdenominacyjni – 7,1%, zjednoczeni metodyści – 3,8%, campbhellici – 3,2% i wiele mniejszych grup)
- katolicy – 16,2%
- muzułmanie – 1,6%
- mormoni – 1,2%
- inne religie (hinduiści, świadkowie Jehowy, scjentyści, Kościół Jedności i bahaiści) – 1%.